# Burdekin River
Le Burdekin ou Burdekin River est un fleuve du Queensland en Australie.

## Géographie
Il prend sa source à environ 1 200 mètres d'altitude sur le versant ouest de la chaine de montagnes Seaview Range et se jette dans le Pacifique à Upstart Bay à environ 200 kilomètres au sud-est de sa source.

## Histoire
La première exploration du fleuve par les européens fut l'expédition de Ludwig Leichhardt en 1845. Il lui donna le nom de Thomas Burdekin qui avait participé au financement de l'expédition.

## Hydrologie
Après le Murray, c'est économiquement le plus important fleuve d'Australie et il a le quatrième bassin de tous les cours d'eau exoréiques d'Australie. C'est aussi le quatrième fleuve par son débit, mais il est tellement variable qu'il peut atteindre le débit du Yangzi Jiang (40 000 m3/s) après le passage de deux cyclones en 1958, qu'être pratiquement à sec pendant sept mois comme en 1923. Cette énorme variation de débit est due aux importantes variations de précipitations sur tout son bassin qui peuvent aller de 200 mm/an à 1 600 mm/an selon les années. Sur la côte, les écarts sont plus importants : à Bowen près de l'embouchure du fleuve les précipitations varient de 216 mm en 1915 à plus de 2,2 m en 1950.

## Affluents
Les principaux affluents sont les rivières Clarke, Sutter, Bowen, Belyando et Cape.

## Aménagements
Le barrage de Burdekin Falls achevé en 1987 et situé à l'ouest des villes de Ayr et de Home Hill est le plus important de tout le Queensland. Le lac de retenue est le lac Dalrymple. Il permet d'irriguer tous les champs de canne à sucre de la région en se remplissant lors des fortes précipitations.